# Trình quản lý bố cục
Trình quản lý bố cục (tiếng Anh: Layout manager) là những thành phần phần mềm được sử dụng trong bộ công cụ widget, dùng để bố trí các thành tố điều khiển đồ họa theo vị trí tương đối của chúng mà không cần sử dụng đơn vị độ dài. Việc xây dựng bố cục thành phần theo cách này thường tự nhiên hơn so với việc xây dựng bố cục dựa trên vị trí của các thành phần theo pixel hoặc đơn vị độ dài chung, do đó, một số bộ công cụ widget phổ biến có sẵn tính năng này theo mặc định. Các bộ công cụ widget cung cấp chức năng này thường có thể phân thành hai nhóm:
- Nhóm quy định hành vi của bố cục được viết trong các container đồ họa đặc biệt. Ví dụ như XUL và bộ công cụ widget của .NET Framework (cả trong Windows Forms và XAML).
- Nhóm quy định hành vi của bố cục được viết trong trình quản lý bố cục, có thể áp dụng cho mọi container đồ họa. Ví dụ như bộ công cụ widget của Swing (một phần của Java API).

## Ví dụ

### XUL
Trong XUL, ví dụ như container vbox Lưu trữ ngày 24 tháng 2 năm 2012 tại Wayback Machine dùng để xếp các thành phần lên nhau. 
```
<?xml version="1.0"?>

<?xml-stylesheet href="chrome://global/skin/" type="text/css"?>

<window
 
id=
"vbox example"
 
title=
"Example"

        
xmlns=
"http://www.mozilla.org/keymaster/gatekeeper/there.is.only.xul"
>

<vbox>

  
<button
 
id=
"yes"
 
label=
"Yes"
/>

  
<button
 
id=
"no"
 
label=
"No"
/>

  
<button
 
id=
"maybe"
 
label=
"Maybe"
/>

</vbox>

</window>

```

Đoạn mã này hiển thị 3 nút (button) được xếp chồng lên nhau trong một hộp dọc (vertical box).

### XAML
Container DockPanel bố trí các thành phần con theo những đặc tính Dock của chúng.
```
<Page
 
xmlns=
"http://schemas.microsoft.com/winfx/2006/xaml/presentation"
 

      
WindowTitle=
"myDock Panel"
>

  
<DockPanel>

      
<TextBlock
 
DockPanel.Dock=
"Top"
>
Top
 
1
</TextBlock>

      
<TextBlock
 
DockPanel.Dock=
"Top"
>
Top
 
2
</TextBlock>

      
<TextBlock
 
DockPanel.Dock=
"Top"
>
Top
 
3
</TextBlock>

      
<TextBlock
 
DockPanel.Dock=
"Top"
>
Top
 
4
</TextBlock>

  
</DockPanel>

</Page>

```

Mã này hiển thị 4 khối văn bản (text block) chồng lên nhau.

### Java
Trình quản lý bố cục FlowLayout sắp xếp các thành phần theo luồng định hướng (directional flow), giống như các dòng văn bản trong một đoạn văn. Nó sắp xếp các thành phần theo chiều ngang cho đến khi không còn thành phần nào vừa nữa trên cùng một dòng, sau đó đặt chúng trên một dòng khác. Các trình quản lý bố cục khác gồm trình quản lý GridLayout sắp xếp các thành phần ở dạng lưới (grid form) và trình quản lý BorderLayout thì sắp xếp các thành phần vào năm phần của khung (frame), như: south (nam), north (bắc), west (tây), east (đông) và center (trung tâm). 
```
import
 
javax.swing.JFrame
;

import
 
javax.swing.JButton
;

import
 
java.awt.FlowLayout
;

import
 
java.awt.Container
;

public
 
class
 
Example
 
{

    
private
 
JFrame
 
frame
;

    
public
 
Example
()
 
{

        
frame
 
=
 
new
 
JFrame
(
"FlowLayout Demo"
);

        
frame
.
setDefaultCloseOperation
(
JFrame
.
EXIT_ON_CLOSE
);

        
frame
.
setLayout
(
new
 
FlowLayout
());

        
frame
.
add
((
new
 
JButton
(
"Button 1"
)));

        
frame
.
add
((
new
 
JButton
(
"Button 2"
)));

        
frame
.
add
((
new
 
JButton
(
"Button 3"
)));

        
frame
.
add
((
new
 
JButton
(
"Long-Named Button 4"
)));

        
frame
.
add
((
new
 
JButton
(
"5"
)));

        
frame
.
pack
();

        
frame
.
setVisible
(
true
);

    
}

    
public
 
static
 
void
 
main
(
String
[]
 
args
)
 
{

        
Example
 
ex
 
=
 
new
 
Example
();

    
}

}

```

Mã này hiển thị 5 nút cạnh nhau trên cùng một dòng: